# Danh sách Quân binh chủng Quân Giải phóng Nhân dân Trung Quốc
Quân Giải phóng Nhân dân Trung Quốc hiện nay gồm 5 quân chủng: Lục quân, Hải quân, Không quân, Tên lửa và Chi viện chiến lược. Ngoài ra còn có Lực lượng Bảo vệ Hậu cần trực thuộc Quân ủy Trung ương.

## Quân chủng
- Lục quân Quân Giải phóng Nhân dân Trung Quốc
- Hải quân Quân Giải phóng Nhân dân Trung Quốc
- Không quân Quân Giải phóng Nhân dân Trung Quốc
- Lực lượng Tên lửa Quân Giải phóng Nhân dân Trung Quốc
- Lực lượng Chi viện chiến lược Quân Giải phóng Nhân dân Trung Quốc

## Binh chủng

### Lục quân
- Binh chủng Khảo sát và lập bản đồ Lục quân (陆军测绘兵)
- Binh chủng Trinh sát Lục quân (陆军侦察兵)
- Binh chủng Bộ binh Lục quân (陆军步兵)
- Binh chủng Thiết giáp Lục quân (陆军装甲兵)
- Binh chủng Pháo binh Lục quân (陆军炮兵)
- Binh chủng Phòng không Lục quân (陆军防空兵)
- Binh chủng Không quân Lục quân (陆军航空兵)
- Binh chủng Công binh Lục quân (陆军工程兵)
- Binh chủng Phòng Hóa Lục quân (陆军防化兵)
- Binh chủng Thông tin Liên lạc Lục quân (陆军通信兵)
- Binh chủng Đặc công Lục quân (陆军特种兵)

### Hải quân
- Lực lượng Tàu mặt nước Hải quân (海军水面舰艇部队)
- Lực lượng Tàu ngầm Hải quân (海军潜艇部队)
- Lực lượng Thủy quân Lục chiến Hải quân (海军陆战队)
- Binh chủng Không quân Hải quân (海军航空兵)
- Binh chủng Tàu sân bay (舰载航空兵)
- Binh chủng Phòng bờ Hải quân (海军岸防兵)

### Không quân
- Binh chủng Không quân (空军航空兵)
  - Binh chủng Tiêm kích Không quân (歼击航空兵)
  - Binh chủng Cường kích Không quân (强击航空兵)
  - Binh chủng Oanh tạc Không quân (轰炸航空兵)
  - Binh chủng Vận tải Không quân (运输航空兵)
  - Binh chủng Đặc nhiệm Không quân (特种航空兵)
- Binh chủng Phòng không Không quân (空军防空兵)
  - Binh chủng Đạn đạo đất đối không (地空导弹兵)
  - Binh chủng Pháo cao xạ (高射炮兵)
- Binh chủng Kỹ thuật Hàng không (空降兵)
- Binh chủng Thông tin Không quân (空军通信兵)
- Binh chủng Radar Không quân (空军雷达兵)
- Binh chủng Khí tượng Không quân (空军气象兵)

### Tên lửa
- Binh chủng Đạn đạo Quân chủng Tên lửa (火箭军导弹兵)
- Binh chủng Công trình Quân chủng Tên lửa (火箭军工程兵)
- Binh chủng Thông tin Quân chủng Tên lửa (火箭军通信兵)

### Chi viện chiến lược
- Binh chủng Tác chiến không gian vũ trụ (军事航天部队)
- Binh chủng Tác chiến điện tử (电子对抗兵)
- Binh chủng Tác chiến không gian mạng

### Thuộc Quân ủy Trung ương
- Lực lượng Bảo đảm Hậu cần Quân ủy Trung ương (中央军委联勤保障部队)

## Binh chủng trước đây

### Lục quân
- Binh chủng Kị binh (骑兵)
- Binh chủng Đường sắt (铁道兵)
- Lực lượng bảo vệ lâm nghiệp (林业工程部队)
- Lực lượng bảo vệ thủy lợi (水利工程部队)
- Binh chủng Công trình Xây dựng cơ bản (基本建设工程兵)
  - Lực lượng Giao thông Binh chủng Công trình Xây dựng cơ bản (基建工程兵交通部队)
  - Lực lượng Thủy điện Binh chủng Công trình Xây dựng cơ bản (基建工程兵水电部队)
  - Lực lượng Hoàng Kim Binh chủng Công trình Xây dựng cơ bản (基建工程兵黄金部队)

### Phòng không
Quân chủng phòng không (1955-1957, sau sáp nhập vào Quân chủng Không quân)
- Binh chủng Pháo cao xạ
- Binh chủng Radar (雷达兵)
- Binh chủng Trinh sát (探照兵)
- Binh chủng Tình báo phòng không (对空情报兵)

### Quân Cảnh
Quân chủng Công an (1955-1957, sau sáp nhập vào Lực lượng Vũ Cảnh)
- Lực lượng Bảo vệ Nội bộ (内卫部队)
- Lực lượng Biên phòng (边防部队)